# Spectravideo SV-328
O SV-328 foi o modelo "corporativo" da linha Spectravideo, apresentando um teclado mecânico com teclado numérico reduzido e sem joystick embutido (embora as teclas do cursor imitassem esta função). Possuía 80 KiB de RAM (64 KiB disponíveis por software e 16 KiB de VRAM), montante respeitável para esta época. Exceto pelo teclado e a RAM, esta máquina era idêntica ao SV-318.
O SV-328 foi o ancestral direto da linha MSX. O Spectravideo MSX-compatível que sucedeu o 328, o SVI-728, parece quase idêntico ao antecessor, sendo as únicas diferenças imediatamente perceptíveis um grande slot para cartuchos no padrão MSX e o próprio logo MSX.

## SVI-328 MKII
Em 1984, foi lançada uma nova versão do SV-328, o SVI-328 MKII. Externamente, as duas máquinas eram praticamente idênticas. Internamente, boa parte dos CIs TTL foram substituídos por um CI ASIC.

## Características
| UCP           | Zilog Z80A em 3,58 MHz |
| RAM           | 64 KiB—256 KiB (máxima) |
| VRAM          | 16 KiB |
| ROM           | 32 KiB (16 KiB BIOS + 16 KiB BASIC) |
| Teclado       | mecânico, 86 teclas, teclado numérico reduzido |
| Display       | TMS TMS9918, texto (40×24, 32×24 e 80×24 opcional) e gráfico (256×192, 16 cores), 32 sprites.                                                                                      |
| Som           | General Instrument AY-3-8910 (PSG), 3 vozes, ruído branco |
| Portas        | interface de gravador cassete, saída para TV, saída para monitor de vídeo, porta paralela, porta serial, 2 conectores de joystick, slot para cartucho e porta de expansão genérica |
| Armazenamento | fita magnética em 1800 bauds |

## Periféricos
A conexão traseira dos SV-318/SVI-328 permitia conectar apenas uns poucos periféricos, tais como um gravador (SV-903), um monitor CVBS e  joysticks. Todavia, com um módulo Super Expander, mais opções estavam disponíveis:
- SV-803 Memory Expansion Card, 16 KiB
- SV-807 Memory Expansion Card, 64 KiB
- SV-805 RS232 Card
- SV-701 Internal Modem 300 baud
- SV-802 Centronics Parallel Port Card
- SV-806 80-column video Card
- SV-801 Floppy Controller Card
- Hard Disk Controller Card
- SV-809 Network Card
- SV-602 MiniExpander (permitia conectar somente uma placa).
- SV-601A Expander (gabinete com fonte de energia e muitos slots, além de drives externos).
- SV-601B SuperExpander (igual ao anterior, mas com drive interno ou HD).
- SV-603 Colecovision (adaptador)
- SV-901C (uma Seikosha SK-100 renomeada), impressora matricial de 80 colunas, 50 cps.
- SV-902 External floppy (drive externo, inicialmente FSDD, depois FDDD).
- SV-903 SVI Cassette
- SV-105 Graphics Tablet

### Emuladores
- (em inglês)-SVI-318/328 Emulator por Jimmy Mårdell
- (em inglês)-BlueMSX - Emulador MSX com suporte, entre outros, ao SVI 318/328.